# Dunwoody
Dunwoody es una ciudad situada en el condado de DeKalb, Georgia, Estados Unidos. Tiene una población estimada, a mediados de 2023, de 51 713 habitantes.
Está ubicada en el área metropolitana de Atlanta.
Parte de la localidad está enclavada en Perimeter Center, una enorme edge city formada en la zona norte de la ciudad de Atlanta.

## Geografía
La localidad está ubicada en las coordenadas 33°56′29″N 84°18′46″O / 33.94139, -84.31278 (33.941387, -84.312701). Según la Oficina del Censo, tiene una superficie total de 34.31 km², de los cuales 33.74 km² corresponden a tierra firme y 0.57 km² están cubiertos de agua.

## Demografía

### Censo de 2020
Según el censo de 2020, en ese momento la ciudad tenía una población de 51 683 habitantes. La densidad de población era de 1531.80 hab./km².
| Raza                   | Núm.   | Porc.   |
| ---------------------- | ------ | ------- |
| Blancos                | 28 699 | 55.53%  |
| Afroamericanos         | 6165   | 11.93%  |
| Amerindios             | 264    | 0.51%   |
| Asiáticos              | 8863   | 17.15%  |
| Isleños del Pacífico   | 22     | 0.04%   |
| De otras razas         | 3332   | 6.45%   |
| De una mezcla de razas | 4338   | 8.39%   |
| Total                  | 51 683 | 100.00% |

Del total de la población, el 12.79% eran hispanos o latinos de cualquier raza.

### Estimación 2018-2022
De acuerdo con la estimación 2018-2022 de la Oficina del Censo, los ingresos medios de los hogares de la localidad son de $106,710 y los ingresos medios de las familias son de $161,111. Los ingresos per cápita en los últimos doce meses, medidos en dólares de 2022, son de $66,443.